# Catamantaledis
Catamantaledis (llatí Catamantaloedes) fou un rei dels sèquans a la primera meitat del segle i aC. Va rebre dels romans el títol d'amic del senat i del poble de Roma. Vers el 50 aC el seu fill Casticus es va apoderar del tron per instigació d'Orgetorix.